# Aveinte
Aveinte es una localidad y municipio español de la provincia de Ávila, en la comunidad autónoma de Castilla y León. El término municipal tiene una población de 73 habitantes (INE 2024).

## Geografía
El municipio tiene una superficie de 12,84 km². El pueblo se encuentra a poco más de veinte kilómetros de la capital provincial.

## Historia
Hacia mediados del siglo XIX, el lugar, ya por entonces con ayuntamiento propio, tenía contabilizada una población de 165 habitantes. Aparece descrito en el tercer volumen del Diccionario geográfico-estadístico-histórico de España y sus posesiones de Ultramar de Pascual Madoz con las siguientes palabras:

AVEINTE: l. con ayunt. de la prov., part. jud., adm. de rent. y dióc. de Avila (3 1/2 leg.), aud. terr. de Madrid (19), c. g. de Castilla la Vieja (Valladolid 18): sit. en un llano entre 2 pequeñas cuestas, ventilado por todos los aires, y mas particularmente del N. y NO.; es de clima frio y sano, aunque se padecen algunas calenturas estacionales; tiene 70 casas de 3 varas de altura próximamente, de mala distribucion interior, y forman 3 pequeñas calles sin empedrar, irregulares y sucias: hay casa de ayunt. que tambien sirve de cárcel; escuela de primeras letras desempeñada por el sacristan que percibe 5 fan. de trigo, pagadas por las familias de los 34 niños de ambos sexos que concurren; 1 fuente de buen agua para el surtido de los vec.; igl. parr. dedicada á Sto. Tomás Apóstol, de curato perpetuo en oposicion, á la cual se agregó provisionalmente como aneja en el año 1843 la igl. del inmediato l. de Muño-yerro y sus cas. de Sisgudos y Mingo Blasco; y en las afueras está el cementerio muy reducido, y 3 pozos de que se hace uso para las necesidades domésticas. Confina el térm. por N. con el de Riocabado y San Juan de la Encinilla; E. Monsalupe; S. Muñoyerro; y O. San Pedro del Arroyo; todos á dist. de 1/4 á 1/2 leg., y comprende 2,428 fan., de las que se cultivan alternando por mitad cada año 23 de primera calidad, 1,124 de segunda y 682 de tercera: hay 139 fan. de prado y como 450 de tierra inculta que cria algun pasto, y ademas algunos pequeños huertos con frutales y olmos. En el térm. se hllan tambien los desp. llamados Valseca y Aldeanueva, de los cuales ninguna noticia se tiene: el terreno es flojo, llano y de secano, aunque inmediato al pueblo pasa 1 arroyo permanente que viene por el lado S. siguiendo hácia Riocabado á desaguar en el Arevalillo á 6 leg. de su origen: sus aguas sirven para el riego de los pequeños huertos y abrevadero de los ganaderos: pasa contgua al pueblo la nueva carretera de Vigo que se está esplanando, en la cual va á ponerse 1 puente sobre el riach. espresado: el correo se recibe por los mismos interesados en la cap.: prod. trigo, cebada, centeno, garbanzos y algarrobas; se mantiene algun ganado lanar, poco de cerda, vacuno y caballar cerril, 32 cab. de vacuno, y 16 de yeguar y caballar para la labor; y se cria alguna caza de liebres, conejos y perdices: pobl. 53 vec., 165 alm.: cap. prod. 412,500 rs.: imp. 16,500: prod. ind. 3,450: contr. por el primer concepto 4,639 rs. 10 mrs.: id. por el ind. 138: presupuesto municipal: 838, del que se pagan 400 al secretario por su dotacíon, y se cubre con el prod. de los bienes de propios, que consisten en los prados denominados boyales, cuyas yerbas de invierno prod. 350 rs., pues en la primavera las disfrutan los ganados de labor, y ademas con el arbitrio de la taberna.
(Madoz, 1846, p. 116)

## Demografía
Aveinte cuenta con una población de 73 habitantes (INE 2024).
| Gráfica de evolución demográfica de Aveinte entre 1842 y 2021                                                         |
| |
| Población de derecho según los censos de población del INE. Población de hecho según los censos de población del INE. |

## Patrimonio

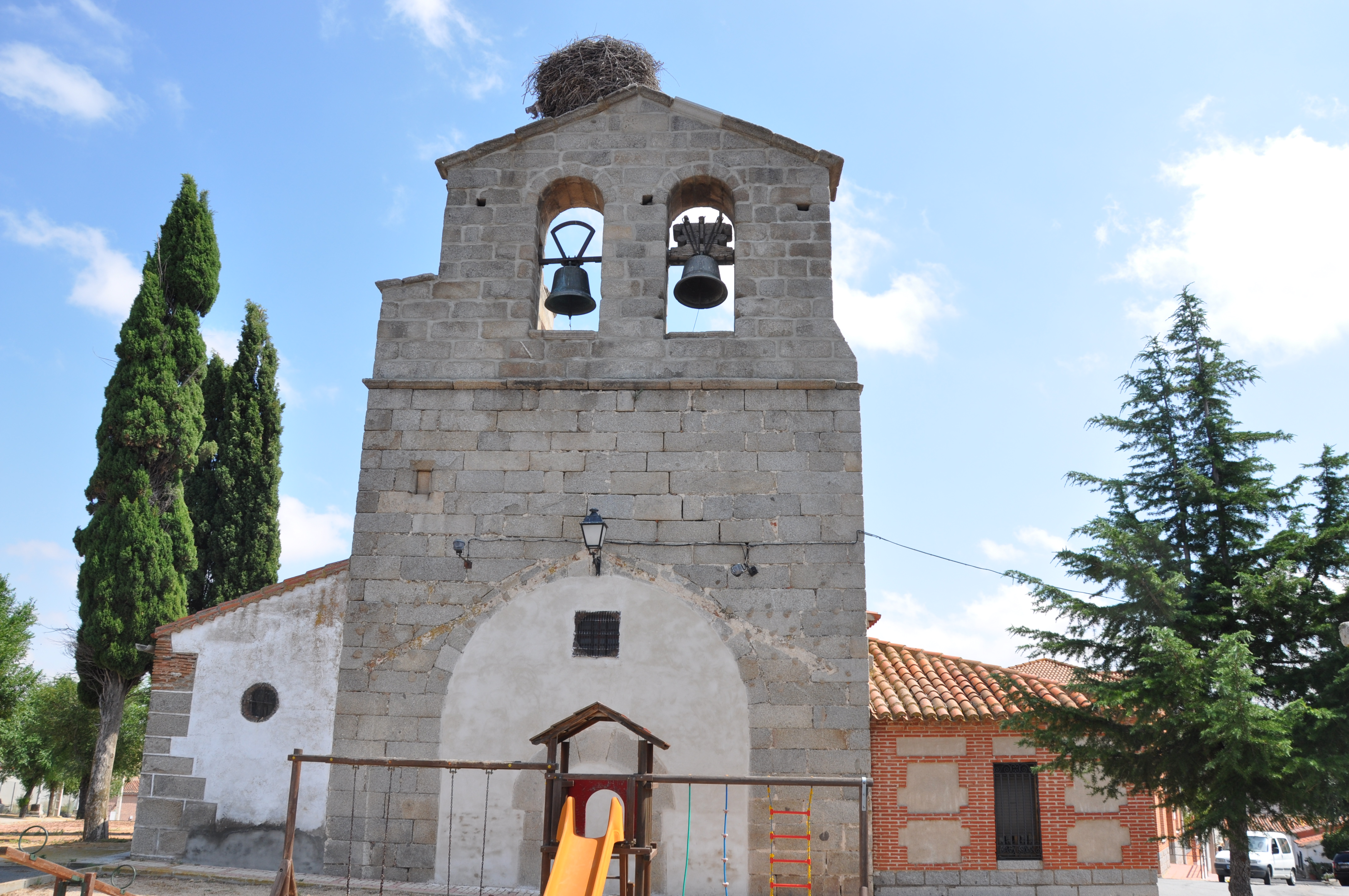
Espadaña de la iglesia de Santo Tomás Apóstol

Hay en el lugar una iglesia de Santo Tomás Apóstol.